# Prestatyn Town FC
A Prestatyn Town FC (walesi nyelven: Clwb Pêl Droed Tref Prestatyn) walesi labdarúgóklub, amely az első osztályban szerepel. Székhelye Prestatyn városában található. Hazai mérkőzéseit a Bastion Roadon rendezi.